# Льодовиковий період 3: Ера динозаврів
«Льодовиковий період 3: Ера динозаврів» (англ. Ice Age: Dawn of the Dinosaurs) — американський повнометражний анімаційний фільм 2009 року виробництва Blue Sky Studios і 20th Century Fox. Продовження мультфільмів «Льодовиковий період» і «Льодовиковий період 2: Глобальне потепління». 2012 року вийшов четвертий мультфільм серії — «Льодовиковий період 4: Континентальний дрейф».
Світова прем'єра фільму відбулася 1 липня 2009 року.

## Сюжет
Сиквел пригодницької анімаційної стрічки «Льодовиковий період 3: Ера динозаврів» вибудувано за випробуваною формулою: якісний відеоряд + дотепний сценарій = успіх у глядачів.
У мультфільмі розповідається про те, як мамути Манфред і Еллі чекають появи на світ своєї дитинчати. Шаблезубий тигр Дієго починає думати про те, що в новій компанії друзів його характер став занадто м'яким. Лінивець Сід, мріючи створити своє плем'я, краде декілька яєць, що належать динозавру. Мати-динозавр відносить Сіда разом зі своїми дітьми. Намагаючись врятувати свого друга, головні герої мультфільму потрапляють в таємний світ, прихований під льодом. В цьому світі вони стикаються з ворожим по відношенню до них навколишнім середовищем і динозаврами, і знайомляться з ласкою на ім'я Бак, який мстить динозавру Руді. Під час подорожі Еллі народжує дівчинку-мамута, яку дають ім'я Персик. Після порятунку Сіда і перемоги над Руді герої повертаються назад в льодовиковий період.
Скрет, через якого відкрився шлях у світ динозаврів, продовжує ганятися за жолудем. Проте тепер у нього з'явився суперник  — Скретті, яка намагається зловити той же жолудь. Поступово, одночасно з боротьбою за жолудь, Скрет і Скретті закохуються один в одного.

## Персонажі
У дужках вказані актори, що озвучували персонажа.
- Скрат (Кріс Ведж) — маленька тварина, яка мандрує окремо від інших персонажів і завжди пробує наздогнати одного жолудя і завжди втрачає його. Як і у двох попередніх мультфільмах, він є випадковим призвідником глобальної проблеми.

- Скретті (Карен Дішер) — новий персонаж, та ж тварина, що і Скрат, тільки жіночої статі. Скретті і Скрат стануть суперниками в гонитві за заповітним жолудем і одночасно симпатизуватимуть один одному. На відміну від Скрета, Скретті є літягою.[5]

- Бак (Саймон Пегг) — ще один новий персонаж, невтомна і нещадна одноока ласка, що полює на динозаврів.

- Креш і Едді (Шон Вільям Скотт і Джош Пік) — два хуліганських опосуми, зведені брати Еллі.

- Сід (Джон Легвізамо) — ледачий, незграбний і завжди набридаючий всім лінивець, який мріє проявити себе. Своїм божевільним задумом створити власну сім'ю у третьому мультфільмі, Сід створює проблеми не тільки для себе, але й для друзів.

- Манфред «Менні» (Рей Романо) — похмурий самотній мамут, вважав себе останнім представником свого виду на Землі, поки не зустрів в попередньому мультфільмі Еллі. Чекаючи появи своєї і Еллі дитини, Манфред відмовляється від звичного вільного способу життя, але все ще залишається не готовим стати батьком.

- Дієго (Деніс Лірі) — гордий і незалежний шаблезубий тигр, кинув свою зграю в першому фільмі через їх маніакальну жорстокість і який приєднався до Менні і Сіда. Проте, з часом Дієго почав відчувати, що це зробило його занадто «м'яким».

- Еллі (Квін Латіфа) — мамут-дівчина, що стала супутницею Манфреда і другом Сіда і Дієго. Зазвичай весела і безтурботна Еллі, проте, знайшла час підготуватися до народження своєї дитини.

- Персик — мамонт-дівчинка, дочка Манфреда і Еллі. Народилася у світі динозаврів, коли вся компанія збиралася врятувати Сіда.

- Руді — великий білий барионікс. Свого часу намагався з'їсти Бака. І тепер у Бака не вистачає ока, а у Руді переднього зуба, який Бак використовує як ніж.

- Бобриха (Джої Кінг).

## Український дубляж

### Старий дубляж студії «Постмодерн» на замовлення компанії«Геміні»(2009)
- Мікс-студія — Central Production International Group (Росія)
- Перекладач і автор синхронного тексту — Надія Вальнюк
- Режисер дубляжу — Костянтин Лінартович
- Звукорежисер і звукомонтажер — Олександр Козярук
- Звукорежисер перезапису — Василь Крачковський
- Менеджер проєкту — Ірина Туловська
- Керівник проєкту — Девід Шуфутінський
- Диктор — Дмитро Вітер

### Ролі дублювали
- Микола Короткий — Сід
- Дмитро Вікулов — Менні
- Євген Пашин — Дієго
- Лариса Руснак — Еллі
- Павло Скороходько — Едді
- Володимир Канівець — Креш
- Юрій Ребрик — Бак

### В епізодах
- Тетяна Вікулова
- Дмитро Вітер
- Ірина Яценко
- Дарія Росланкіна
- Володимир Бойван
- Іван Вікулов
- Влад Туловський

### Ролі дублювали
- Павло Скороходько — Сід
- Олег Лепенець — Менні
- Михайло Жонін — Дієго
- Катерина Сергєєва — Еллі
- Дмитро Гарбуз — Едді
- Дмитро Завадський — Креш
- Олександр Погребняк — Бак

- Диктор — Андрій Твердак